# Rodeo Drive
Rodeo Drive – ulica w Beverly Hills w hrabstwie Los Angeles. Znajduje się pomiędzy Wilshire Boulevard a Santa Monica Boulevard. Wzdłuż ulicy rozlokowane są przede wszystkim luksusowe sklepy i butiki oraz hotele. Swoje sklepy mają tam m.in.: Giorgio Armani, Bang & Olufsen, Bally, Bottega Veneta, Bijan, Brioni, Bulgari, Buccellati, Burberry, Brooks Brothers, Cartier, Chanel, Christian Dior, Coach, David Orgell, David Yurman, DeBeers, Dior Homme, Dolce & Gabbana, Domenico Vacca, Ermenegildo Zegna, Etro, Escada, Fendi, Frette, Hugo Boss, Gucci, Gianfranco Ferré, Harry Winston, Hermès, Judith Ripka, Juicy Couture, Lacoste, Lana Marks, La Perla, Louis Vuitton, Max Azria, Max Mara, Michael Kors, Miu Miu, Ralph Lauren, Prada, Roberto Cavalli, Salvatore Ferragamo, Sergio Rossi, Stuart Weitzman, Tiffany & Co., Tod’s, Van Cleef & Arpels, Valentino, Versace, Westime i Yves Saint-Laurent. Wśród hoteli warto wymienić Beverly Hills Hotel oraz Regent Beverly Wilshire Hotel, w którym często zatrzymują się głowy państw odwiedzające Los Angeles.
Ulica funkcjonuje jako symbol bogactwa i luksusu, w takim kontekście pojawia się w wielu wytworach kultury np:
- w filmie Pretty Woman
- w filmie Shrek 2 (jako parodia)